# Cristelo (Paredes)
Cristelo é uma povoação portuguesa sede da Freguesia de Cristelo do Município de Paredes, freguesia com 1,15 km² de área e 1761 habitantes (censo de 2021), tendo, por isso, uma densidade populacional de 1 531,3 hab./km².

## Demografia
Nota: No censo de 1911 estava anexada à freguesia de Besteiros, sendo desanexada pela lei nº 605, de 15/06/1916.
A população registada nos censos foi:
| Distribuição da População por Grupos Etários | Distribuição da População por Grupos Etários | Distribuição da População por Grupos Etários | Distribuição da População por Grupos Etários | Distribuição da População por Grupos Etários |
| -------------------------------------------- | -------------------------------------------- | -------------------------------------------- | -------------------------------------------- | -------------------------------------------- |
| Ano                                          | 0-14 Anos                                    | 15-24 Anos                                   | 25-64 Anos                                   | > 65 Anos                                    |
| 2001                                         | 475                                          | 355                                          | 961                                          | 123                                          |
| 2011                                         | 419                                          | 262                                          | 1022                                         | 188                                          |
| 2021                                         | 268                                          | 253                                          | 969                                          | 271                                          |

## Heráldica
- Brasão: Armas - Escudo de prata, dois martelos de carpinteiro de negro, encabados de vermelho, passados em aspa; em chefe, uma vieira de azul e, em campanha, uma asna diminuta, solta, de verde. Coroa mural de prata de três torres. Listel branco com a legenda a negro em maiúsculas: CRISTELO - PAREDES.
- Bandeira - De verde, cordões e borlas de prata e verde. Haste e lança de ouro.

## Festas e Romarias
- Nossa Senhora de Fátima (maio)
- São Miguel (setembro)
- Encontro nacional de teatro
- Cultura entre nós

## Colectividades
- Associação para o Desenvolvimento de Cristelo
- Associação Geração Colorida
- Grupo Etnográfico de São Miguel de Cristelo
- Grupo de Teatro Amador de Cristelo
- Futebol Clube de Cristelo
- Código Musical - Associação de Cristelo
- Grupo de Jovens Carpe Diem - Cristelo